# José Luís Vidigal
José Luis da Cruz Vidigal est un footballeur portugais né le 15 mars 1973 à Sá da Bandeira (province de Huíla, en Angola, alors colonie portugaise).

## Biographie
Luís Vidigal joue principalement en faveur du Sporting Portugal, du SSC Naples et de Livourne.
Il dispute 125 matchs en 1re division portugaise et 90 matchs en 1re division italienne, sans oublier 9 matchs en Ligue des champions et 10 matchs en Coupe de l'UEFA.
Avec l'équipe du Portugal, il participe aux Jeux olympiques d'été de 1996 puis au Championnat d'Europe 2000.

## Carrière
- 1990-1994 : O Elvas  Portugal
- 1994-1995 : Estoril-Praia  Portugal
- 1995-2000 : Sporting Portugal  Portugal
- 2000-2004 : SSC Naples  Italie
- 2004-2005 : Livourne Calcio  Italie
- 2005-2006 : Udinese Calcio  Italie
- 2006-2008 : Livourne Calcio  Italie
- 2008-2009 : Estrela Amadora  Portugal

## Palmarès
- Champion du Portugal en 2000 avec le Sporting Portugal

## Sélections
- 15 sélections et 0 but avec l'équipe du Portugal entre 2000 et 2002
- 7 sélections et 1 but en équipe du Portugal des moins de 21 ans